# 潮みどり
潮 みどり（うしお みどり、1897年6月12日 - 1927年10月13日）は日本の歌人。本名は長谷川桐子。旧姓は太田。姉の若山喜志子も歌人。

## 生涯
長野県東筑摩郡広丘村（現塩尻市）生まれ。大正4年（1915年）三浦半島に療養中の姉・喜志子を見舞い、翌年まで滞在した。大正4年から歌作を始め、義兄の若山牧水に師事し、詩歌雑誌「創作」に作品を発表する。同7年（1918年）に上京し、翌年、喜志子・牧水夫妻の仲人により、牧水の弟子である長谷川銀作と結婚したが、同10年（1921年）ころから結核に罹患し、療養を続けながらも創作を続けたが、31歳で夭逝した。遺歌集に「潮みどり歌集」が刊行された。